# Corycium alticola
Corycium alticola är en orkidéart som beskrevs av Parkman och Edmund André Charles Lois Eloi `Ted' Schelpe. Corycium alticola ingår i släktet Corycium, och familjen orkidéer. Inga underarter finns listade i Catalogue of Life.